# 김정산
김정산(1987년 3월 5일 ~ )은 대한민국의 배우이다.

## 학력
- 성균관대학교 연기예술학과

## 연기 활동

### 드라마
- 2005년 KBS2 일요아침드라마 《성장드라마 반올림#2》 ... 김정산 역
- 2013년 tvN 월화드라마 《이웃집 꽃미남》 ... 한태준 역
- 2020년 후난위성텔레비전 금응독파극장 《행복촉수가급》 (중국드라마 데뷔작)

### 공연
- 2013년 《막돼먹은 영애씨》 ... 원준 역